# Kasteel van Hunedoara
Het kasteel van Hunedoara is een gotische burcht in het Roemeense Transsylvanië. De oudste delen van het kasteel stammen uit de 14e eeuw. In de periode 1446-1453 werd het fort door de Hunyadi-dynastie uitgebreid tot de huidige proporties.
In het kasteel zijn een aantal fresco's uit de 15e tot 17e eeuw te zien. Op de binnenplaats is een waterput van 30 meter diep. Volgens een legende zou deze zijn uitgegraven door gevangenen die hier 15 jaar over gedaan zouden hebben. Hun was vrijheid in het vooruitzicht gesteld maar deze belofte werd uiteindelijk niet nagekomen.
In de Hongaarse stad Boedapest staat de Vajdahunyadburcht, die min of meer een replica van het kasteel van Hunedoara is.